# Liste der Naturschutzgebiete in Oldenburg (Oldb)
In Oldenburg (Oldb) gibt es acht Naturschutzgebiete (Stand November 2019).
| Name des Gebietes                                | Bild           | Kennung | WDPA      | Landkreis / Stadt                                           | Beschreibung / Bemerkungen | Standort | Fläche in Hektar | Jahr der Verordnung |
| ------------------------------------------------ | -------------- | ------- | --------- | ----------------------------------------------------------- | -------------------------- | -------- | ---------------- | ------------------- |
| Alexanderheide                                   | weitere Bilder | WE 282  | 555588654 | Stadt Oldenburg                                             |                            | Position | 37,88            | 2014                |
| Bahndammgelände Krusenbusch                      | weitere Bilder | WE 230  | 318157    | Stadt Oldenburg                                             |                            | Position | 54,22            | 1998                |
| Bornhorster Huntewiesen                          | weitere Bilder | WE 205  | 162505    | Stadt Oldenburg, Landkreis Wesermarsch                      |                            | Position | 346,68           | 1991                |
| Everstenmoor                                     | weitere Bilder | WE 202  | 163014    | Stadt Oldenburg                                             |                            | Position | 116,20           | 1990                |
| Gellener Torfmöörte mit Rockenmoor und Fuchsberg | weitere Bilder | WE 313  |           | Landkreis Wesermarsch, Landkreis Ammerland, Stadt Oldenburg |                            | Position | 313              | 2018                |
| Haarenniederung                                  | weitere Bilder | WE 305  |           | Stadt Oldenburg                                             |                            | Position | 44,1             | 2019                |
| Mittlere Hunte                                   | weitere Bilder | WE 319  |           | Landkreis Oldenburg, Stadt Oldenburg                        |                            | Position | 124              | 2019                |
| Osternburger Kanal                               | weitere Bilder | WE 304  |           | Stadt Oldenburg, Landkreis Oldenburg                        |                            | Position | 5,2              | 2019                |